# Сьоме небо (фільм, 1927)
«Сьоме небо» (англ. Seventh Heaven) — американський німий художній фільм Френка Борзейгі. Перший фільм, відзначений «Оскаром» за найкращу режисуру й один з перших, номінованих на «Оскар» за найкращий фільм. У 1995 році фільм був відібраний для американського Національного реєстру фільмів.

## Сюжет
«Сьоме небо» — так паризький чистильник каналізації, на ім'я Чико називає свою убогу кімнатку в мансарді високого багатоквартирного будинку. Вдень він чистить каналізації й мріє коли-небудь «піднятися до людей» — стати прибиральником вулиць, а вечорами підіймається на своє «небо» і спілкується із зірками. Одного вечора він рятує молоду дівчину Даяну, яку намагалася вбити її рідна сестра — садистка Нана. Судячи з усього, сестри живуть у злиднях і ведуть не надто праведне життя. А тут Даяна позбавила обох сестер фантастичного шансу вирватися з їх порочного кола. Проживши все життя під гнітом своєї сестри, Даяна дуже боязка і залякана людина. Після того, як Чико відбив її у Нани, їй нікуди йти, і вона намагається позбавити себе життя, але тут знову втручається Чико. Обставини складаються так, що у Даяни з'являється шанс допомогти своєму рятівникові — для цього весь наступний день вона повинна провести у нього вдома. Так Даяна виявляється на «небесах».

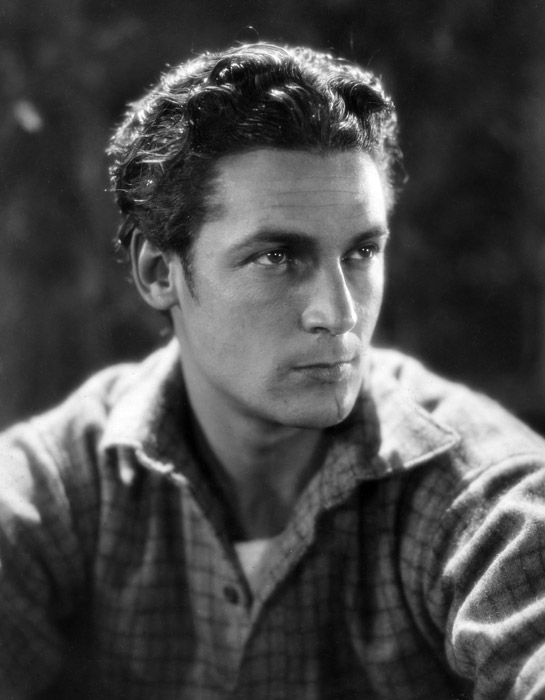
Чико

Хоча Чико постійно заявляє, що вона у нього лише тимчасово — він дозволяє їй залишитися після того, як вона виконує свою роль (удає, що вона дружина Чико перед поліцейськими, які прийшли перевірити Чико). Сама Даяна занадто боязка, щоб зізнатися, що їй нікуди йти й що сестра дійсно вб'є її, якщо побачить знову. Тому дозвіл Чико для Даяни дійсно подарунок «небес», які стали для неї справжнім раєм.
Подяка Даяни досить швидко переростає в любов до свого рятівника, але тут починається Перша світова війна. Чико йде на фронт, а Даяна знайшла роботу на фабриці патронів, де до неї клеїться полковник Бріссак, що стає серйозним випробуванням почуттів дівчини …
Особливу роль у розвитку сюжету займає релігія. На початку фільму Чико заявляє себе переконаним атеїстом, який двічі «давав богу шанс» довести своє існування. У процесі розвитку подій погляди Чико на релігію поступово змінюються, хоча він постійно намагається довести оточуючим, що це не так.

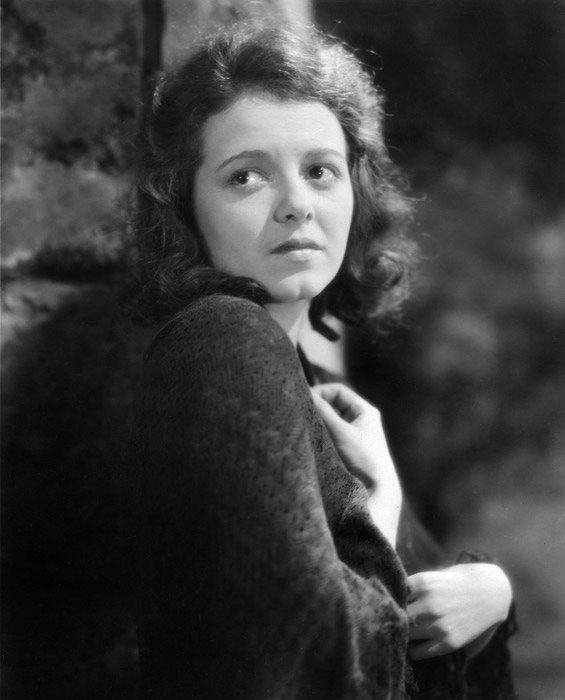
Даяна

## У ролях
- Джанет Гейнор — Даяна
- Чарльз Фаррелл — Чико
- Джордж Стоун (англ. George E. Stone) — Рет, шахраюватий колега, а потім і однополчанин Чико
- Альберт Грен (англ. Albert Gran) — дядько Боул, таксист
- Девід Батлер — Гобін, прибиральник вулиць
- Марія Москвіні (англ. Marie Mosquini) — дружина Гобіна
- Еміль Чатард (англ. Emile Chautard) — отець Шевінйон, священник
- Бен Бард (англ. Ben Bard) — полковник Бріссак
- Гледіс Броквел (англ. Gladys Brockwell) — Нана, сестра Даяни

## Нагороди й номінації
- 1929 — три премії «Оскар»: найкраща режисерська робота в драматичному кіно (Френк Борзейгі), найкраща жіноча роль (Джанет Гейнор), найкращий адаптований сценарій (Бенджамін Глейзер).
- 1929 — дві номінації на премію «Оскар»: найкращий фільм, найкраща робота художника (Гаррі Олівер).
- 1928 — премія журналу «Кінема Дзюмпо» за найкращий зарубіжний фільм.

## Цікаві факти
У фільмі продемонстрований відомий епізод першої світової війни, коли генерал Галлієні наказав терміново перекинути на фронт піхотну бригаду, використавши для цієї мети паризькі таксі.